# Rita Defauw
Rita Defauw (* 23. Mai 1963 in Gent) ist eine ehemalige belgische Leichtgewichts-Ruderin. Sie gewann im Leichtgewichts-Einer vier Medaillen bei Weltmeisterschaften.

## Sportliche Karriere
Die 1,65 m große Rita Defauw von der Ruder- und Sportgemeinschaft KRSG aus Gent trat bei den Weltmeisterschaften 1985 in Hazewinkel erstmals bei einer großen internationalen Meisterschaft an und belegte den vierten Platz hinter der Australierin Adair Ferguson, der Rumänin Maria Moșneagu und der Amerikanerin Ann Martin. Im Jahr darauf erkämpfte Defauw bei den Weltmeisterschaften in Nottingham ihre erste internationale Medaille, als sie die Silbermedaille hinter Maria Sava aus Rumänien erkämpfte. 1987 bei den Weltmeisterschaften in Kopenhagen siegte erneut Sava vor Defauw.
Da Leichtgewichts-Rudern erst 1996 olympisch wurde, mussten Leichtgewichts-Ruderinnen zuvor in der offenen Klasse antreten, wenn sie zu einer Olympiateilnahme gelangen wollten. Rita Defauw trat bei den Olympischen Spielen 1988 in Seoul im Einer ohne Gewichtsbeschränkung an und ruderte auf den neunten Platz. Bei den Weltmeisterschaften 1989 in Bled trat Rita Defauw wieder im Leichtgewichts-Einer an und erhielt die Silbermedaille hinter der Amerikanerin Kristine Karlson. Bei den Weltmeisterschaften 1990 in Tasmanien siegte die Dänin Mette Bloch Jensen vor Laurien Vermulst aus den Niederlanden, bei ihrem letzten großen internationalen Start erhielt Rita Defauw nach drei Silbermedaillen noch eine Bronzemedaille.